# Jérôme Mombris
Jérôme Mombris Razanapiera (Saint-Brieuc, 27 de novembro de 1987) é um ex-futebolista franco-malgaxe que atuava como lateral-esquerdo.

## Carreira
Jogou nas categorias de base de Plaintel SF, Stade Briochin, GSI Pontivy e Stade Brestois, onde se profissionalizou em 2006 e incorporado ao time B, onde atuaria até 2008, sem jogar nenhuma vez pela equipe principal. Sua estreia oficial foi com a camisa do Plabennec, que disputava a quarta divisão francesa. Pelo Plab, Mombris disputou 111 partidas e fez 3 gols.
Passou também por Avranches, Le Havre (times B e principal), Gazélec Ajaccio e Grenoble.
Em agosto de 2021, assinou com o Guingamp por 2 anos, porém só disputou 7 jogos antes de rescindir o vínculo em 3 de janeiro de 2022, anunciando posteriormente sua aposentadoria por "motivos pessoais".

## Seleção Malgaxe
Francês de nascimento e também com origens na na ilha de Reunião, Mombris estreou pela seleção de Madagascar (onde seu avô nasceu) em novembro de 2017, num amistoso contra Comores.
Convocado por Nicolas Dupuis para a Copa Africana de Nações de 2019, sediada no Egito, foi um dos 9 atletas nascidos na França continental a disputarem a competição, juntamente com Ibrahima Dabo, Dimitry Caloin, Marco Ilaimaharitra, Jérémy Morel e Romain Métanire, enquanto William Gros, Thomas Fontaine e Melvin Adrien são naturais da ilha de Reunião. Atuou nos 5 jogos da surpreendente campanha dos malgaxes na Copa Africana, que terminou após uma derrota por 3 a 0 para a Tunísia nas quartas-de-final.
Sua última partida pelos Barea foi em setembro de 2021, contra a Tanzânia, pelas eliminatórias africanas da Copa de 2022.